# Evangelische Kirche (Oberbieber)

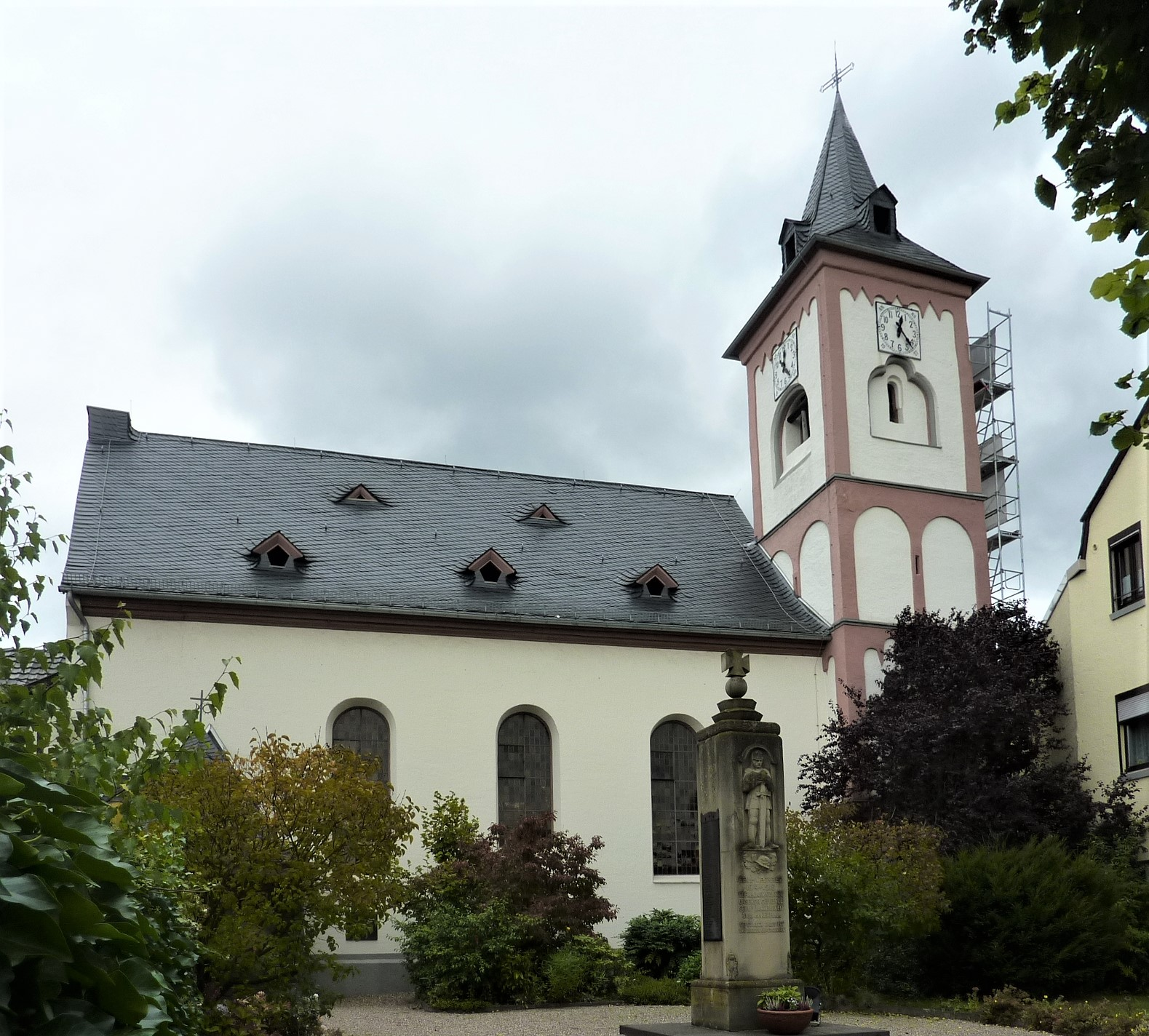
Die Evangelische Kirche

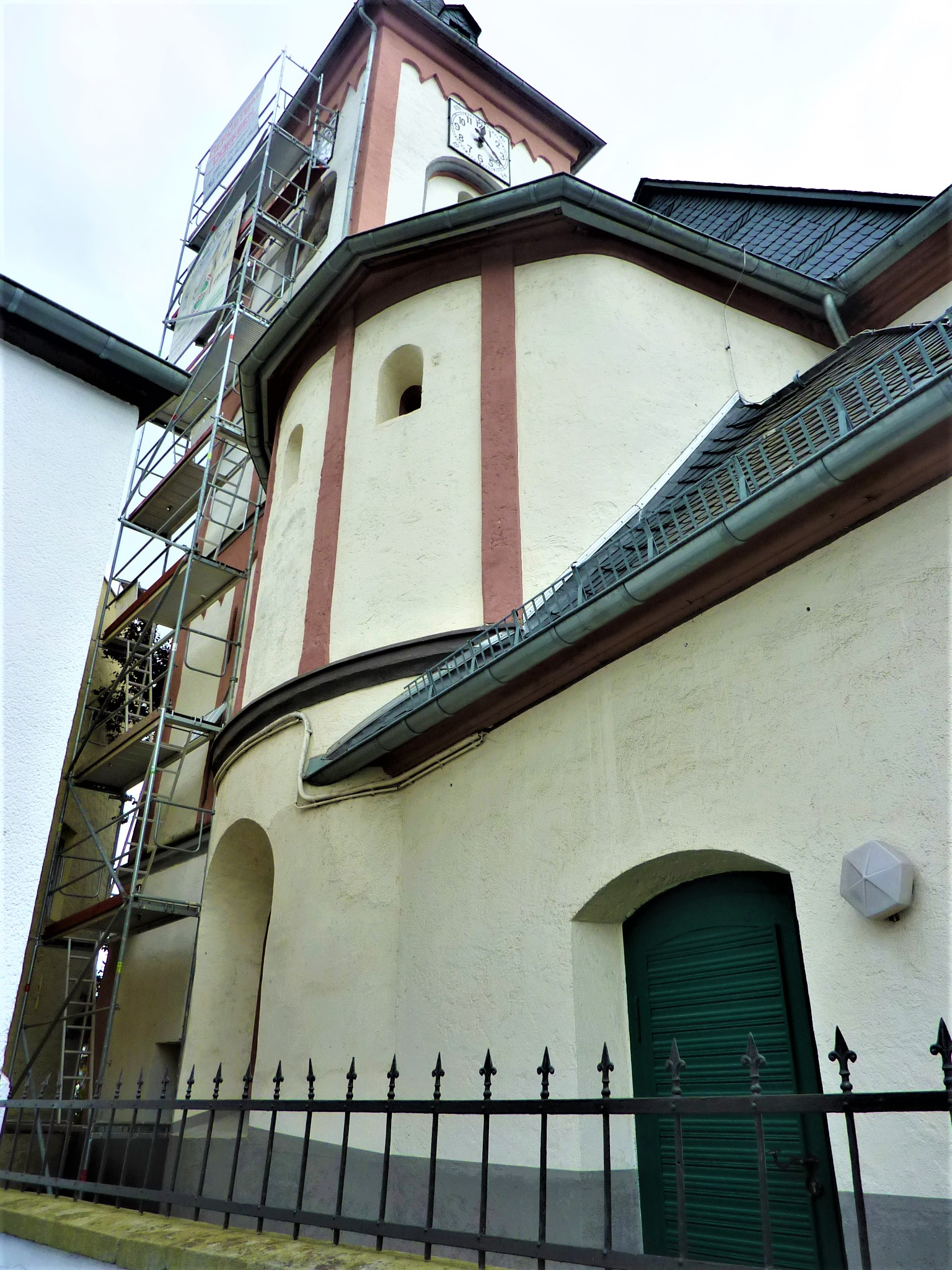
Die romanische Doppelapsis

Die Evangelische Kirche ist eine Pfarrkirche in Oberbieber, einem Stadtteil von Neuwied (Landkreis Neuwied) in Rheinland-Pfalz.

## Geschichte
Kaiser Heinrich II. schenkte 1021 dem Stift Dietkirchen ein Gut, auf welchem durch das Stift eine dem heiligen Nikolaus geweihte Kapelle errichtet wurde. Aus ihr geht im Kern die heutige evangelische Pfarrkirche hervor.
Durch Tausch kam das Gut 1315 an das Kloster Rommersdorf und von diesem nach Einführung der Reformation 1575 an den Grafen von Wied. Seit 1796 gehörte Oberbieber zur Pfarrei Niederbieber, bis die Kapelle 1907 selbstständige Pfarrkirche wurde. Von der um 1200 errichteten Nikolauskapelle hat sich die zweigeschossige romanische Apsis erhalten. In der ersten Hälfte des 13. Jahrhunderts wurden der Apsis zwei Flankentürme angefügt. Nach schwerer Beschädigung durch plündernde Truppen im Jahr 1675 musste der Nordturm abgetragen werden. Ein Neubau des Langhauses wurde 1751 begonnen, wegen knapper Mittel aber erst 1790 vollendet.
Vom heutigen Baubefund her ist nicht geklärt, ob es sich bei der Doppelapsis um die Reste eines romanischen Chorturmes handelt oder die Absicht zur Errichtung eines solchen Turmes bestand. Jedenfalls deutet die Bauausführung der Apsis zumindest darauf hin, dass vor Errichtung der Flankentürme ursprünglich ein Chorturm geplant war.